# Фаулер, Генри Хэммилл
Генри Хэммилл Фаулер (англ. Henry Hammill Fowler; 5 сентября 1908 — 3 января 2000) — американский политик, адвокат, 58-й министр финансов США.

## Биография
Генри Фаулер родился в Роаноке, штат Виргиния. В 1932 году окончил школу права Йельского университета со степенью бакалавра права, а в 1933 году со степенью доктора права. В 1934 году был принят на работу в корпорацию Tennessee Valley Authority. В 1939 году получил должность главного адвоката подкомитета Сената США по образованию и труду.
С 1941 по 1944 год Фаулер являлся помощником главного юрисконсульта Управления военного производства. В 1944 и 1945 годах проходил службу в Великобритании и Германии. Затем вернулся в юридической практике. В 1951 году становится членом Совета национальной безопасности США.
С 1960 по 1961 год Генри Фаулер являлся членом комитета по финансам Брукингского института. В 1961 году назначен на пост министра финансов США. В 1967—1968 годах Фаулер участвовал в соглашениях по создании международной валютной резервной системы (Специальные права заимствования).
Умер Генри Фаулер от пневмонии 3 января 2000 года.